# Christoph Bechmann
Christoph Bechmann (* 23. November 1971 in Speyer) ist ein deutscher ehemaliger Hockeynationalspieler, der unter anderem Bronze bei den Olympischen Sommerspielen 2004 in Athen gewann sowie den Weltmeistertitel 2006 holte.

## Karriere
Christoph Bechmann, der die Spitznamen „Duffi“ oder „Bechi“ trägt, war Kapitän der deutschen Nationalmannschaft. Im Jahr 2006 beendete er seine Karriere im Nationalteam, nachdem er 300 Mal für Deutschland aufgelaufen war und dabei 179 Tore erzielte.
2006 wurde er Co-Trainer beim Club an der Alster. Zum 1. August 2006 wechselte er als Trainer zu Rot-Weiss Köln. In der Saison 2011/12 kehrte Bechmann nach Hamburg zurück und wurde Co-Trainer unter Christian „Büdi“ Blunck beim Harvestehuder THC (HTHC). Ab der Saison 2012/13 trainierte er die Mannschaft als Cheftrainer zusammen mit dem Co-Trainer Stephan Platz. Mit den Herren des HTHC wurde er im Frühjahr 2013 Deutscher Meister im Hallenhockey. Im Jahr 2014 gewann er ebenfalls mit den HTHC den Europapokal der Landesmeister der Halle, den Europapokal der Landesmeister auf dem Feld (EHL) und wurde Deutscher Feldhockey-Meister. Im Frühjahr 2015 wurde er erneut Deutscher Meister im Hallenhockey.

## Stationen als Spieler
- HC Speyer (1975–1985)
- TG Frankenthal (1985–1992)
- Dürkheimer HC (1992–1994)
- Gladbacher HTC (1994–1999)
- Harvestehuder THC (1997, 1999–2002)
- Club an der Alster (2002–2005)

## Internationale Erfolge als Spieler
- 1994 4. Platz Weltmeisterschaft Sydney
- 1995 1. Platz Europameisterschaft Dublin
- 1995 1. Platz Champions Trophys Herren Berlin
- 1996 4. Platz Olympische Spiele Herren Atlanta
- 1996 3. Platz Champions Trophys Herren Madras
- 1997 1. Platz Champions Trophys Herren Adelaide
- 1998 3. Platz Weltmeisterschaft Utrecht
- 1999 1. Platz Hallen-Europameisterschaft Slagelse
- 1999 1. Platz Europameisterschaft Padua
- 2000 2. Platz Champions Trophy Herren Amstelveen
- 2000 5. Platz Olympische Spiele Herren Sydney
- 2002 1. Platz Weltmeisterschaft Kuala Lumpur
- 2002 2. Platz Champions Trophy Herren Köln
- 2003 1. Platz Europameisterschaft Barcelona
- 2004 3. Platz Olympische Spiele Athen

## Nachweise
1. ↑  Daten auf hockey.de

| Personendaten    | Personendaten                   |
| ---------------- | ------------------------------- |
| NAME             | Bechmann, Christoph             |
| KURZBESCHREIBUNG | deutscher Hockeynationalspieler |
| GEBURTSDATUM     | 23. November 1971               |
| GEBURTSORT       | Speyer                          |